# La poupée monte le son
»La poupée monte le son« je pesem luksemburške pevke Laure Thorn, s katero je zastopala Luksemburg na Pesmi Evrovizije 2025. Pesem sta napisala Julien Salvia in Ludovic-Alexandre Vidal.

## Pesem Evrovizije
Luksemburška radiotelevizija (RTL) je 18. novembra 2024 objavila, da je pesem »La poupée monte le son« v izvedbi Laure Thorn ena izmed 7 tekmovalnih pesmi na The Luxembourg Song Contest 2025, nacionalnem izboru Luksemburga za Pesem Evrovizije 2025. V finalu, ki je potekal 25. januarja 2025, je zmagala. Dosegla je 184 točk, 58 točk več od drugo uvrščenih Zero Point Five in s tem pridobila pravico zastopati Luksemburg na Pesmi Evroviziji 2025.
Tekmovanje za Pesem Evrovizije 2025 je potekalo v St. Jakobshalle v Baslu v Švici in je bilo sestavljeno iz dveh polfinalov, ki sta potekala 13. in 16. maja, ter finala 17. maja 2025. Luksemburg je nastopil v drugem polfinalu ter se uvrstil v finale, kjer je zasedel 22. mesto s 47 točkami.